# Дьюи, Честер
Честер Дьюи (англ. Chester Dewey; 25 октября 1784, Шеффилд, Массачусетс — 5 декабря 1867, Нью-Йорк, Нью-Йорк) — американский ботаник, профессор естествознания, преподаватель математики, физики, химии, геологии и ботаники, педагог и министр. 

## Биография
Честер Дьюи родился 25 октября 1784 года. Дьюи посещал Уильямс-колледж в штате Массачусетс, который окончил в 1806 году. Честер Дьюи стал профессором в 1810 году. Преподавал математику, физику, химию, геологию и ботанику. Честер Дьюи умер в Нью-Йорке 15 декабря 1867 года.

## Научная деятельность
Честер Дьюи специализировался на семенных растениях. 

## Некоторые публикации
- Families and Natural Orders of Plants.
- History of the Herbaceous Plants of Massachusetts.
- The True Place of Man in Zoology.
- An Examination of some Reasoning's against the Unity of Mankind.